# Бредфорд Сміт
Бредфорд А. Сміт (22 вересня 1931 — 3 липня 2018) — американський астроном, співробітник космічної програми «Вояджер». 23 січня 1986 року він відкрив Б'янку, супутник Урана.

## Біографія
Сміт був асоційованим професором астрономії в Університеті штату Нью-Мексіко, професором в Університеті Аризони та астрономом-дослідником у Гавайському університеті.
Протягом своєї наукової кар'єри Сміт був членом або керівником груп обробки зображень кількох американських космічних місій «Марінер»-6, -7 і -9, «Вікінг», «Вояджер-1» і «Вояджер-2», а також радянських місій «Вега» і «Фобос». Під час місії «Вояджер-2» він відкрив Б'янку, супутник Урана.
Невдовзі він змінив тематику своїх досліджень і зайнявся пошуком екзопланетних систем і дослідженнями навколозоряних залишкових дисків за допомогою космічного телескопа «Габбл». Сміт чотири рази був нагороджений медаллю НАСА «За видатні наукові заслуги». Він був членом робочої групи Міжнародного астрономічного союзу з номенклатури планетних систем та був головою робочої групи з номенклатури Марса. Він помер у Санта-Фе 3 липня 2018 року від ускладнень міастенії.